# Erik van Merrienboer
H.J.A. (Erik) van Merrienboer (Roosendaal, 2 februari 1966) is een Nederlands politicoloog, politicus en bestuurder. Hij is lid van de PvdA.  Sinds 1 mei 2021 is hij burgemeester van Terneuzen.

## Opleiding en loopbaan
Van Merrienboer heeft politicologie gestudeerd aan de Katholieke Universiteit Nijmegen met als specialisaties sociaal-economisch beleid en lokaal bestuur. Van 1988 tot 1999 werkte hij bij de Sociaal-Economische Raad en was betrokken bij advisering over onderwijs, arbeidsmarkt, economische structuur, Europa en budgettair beleid. Daarna vertrok hij naar de gemeente Eindhoven. Daar was hij onder meer bestuursadviseur, programmamanager grotestedenbeleid en secretaris van het contactorgaan 100.000+ gemeenten. Van 2002 tot 2006 was hij er hoofd bestuurs- en beleidsadvisering. In die rol was hij nauw betrokken bij de ontwikkeling van de Brainportstrategie.

## Wethouder van Eindhoven
Van Merrienboer was van 2006 tot 2010 voor de PvdA als wethouder lid van het college van burgemeester en wethouders van Eindhoven en verantwoordelijk voor onder meer Mobiliteit, Milieu, Economische Zaken en Brainport, Grondzaken/Vastgoed, BrabantStad en Grotestedenbeleid. Na zijn wethouderschap was hij korte tijd interim gemeentesecretaris/algemeen directeur in Eindhoven.

## Gedeputeerde van Noord-Brabant
Van Merrienboer vertrok in november 2010 naar de provincie Noord-Brabant om daar directeur Economie en Mobiliteit te worden. Medio maart 2013 werd hij door Gedeputeerde Staten benoemd tot directeur Strategie en Beleid in de driehoofdige provinciale directie die uitvoering geeft aan de Agenda van Brabant. Hij bekleedde deze functie tot hij in mei 2015 werd geïnstalleerd als gedeputeerde Ruimte en Financiën. Het Eindhovens Dagblad noemde Van Merrienboer bij zijn aantreden als gedeputeerde in mei 2015 een politiek zwaargewicht. Op 15 mei 2020 nam hij afscheid als gedeputeerde.

## Burgemeester van Terneuzen
Van Merrienboer was vanaf juli 2020 actief als organisatieadviseur. Op 25 februari 2021 werd bekendgemaakt dat de gemeenteraad van Terneuzen Van Merrienboer heeft voorgedragen als burgemeester van deze gemeente. Op 9 april 2021 heeft de ministerraad op voorstel van de minister van Binnenlandse Zaken en Koninkrijksrelaties besloten hem voor te dragen voor benoeming bij koninklijk besluit. De benoeming ging in op 1 mei 2021. Op 7 mei 2021 werd hij tijdens een buitengewone raadsvergadering geïnstalleerd.
Van Merrienboer heeft als burgemeester van Terneuzen in zijn portefeuille: Voorzitter van het college; Beleidscoördinatie; Gemeentelijk ambassadeur (inclusief representatie); Grensoverschrijdende samenwerking; Havengerelateerde bedrijven; Verkiezingen en referenda; Veiligheid; Onbegrensd Zeeuws-Vlaanderen. Hij vertegenwoordigt Terneuzen in de Veiligheidsregio Zeeland (VRZ), het Instituut Fysieke Veiligheid (IFV), het Veiligheidsberaad,  de North Sea Port, de Zeeuws-Vlaamse Kanaalzone, de Euregio Scheldemond, het veiligheidscollege van Regionale Eenheid Zeeland - West-Brabant, het districtscollege en basisteam Zeeuws-Vlaanderen van het District Zeeland, de Vereniging van Zeeuwse Gemeenten (VZG), het Overleg Zeeuwse Overheden (OZO) en de Economic Board Zeeland.
Van Merrienboer is bestuurslid van het Nederlands Genootschap van Burgemeesters (NGB). Samen met Bert Pauli was hij als formateur betrokken bij de vorming van een coalitie tussen VVD, GroenLinks, PvdA, SP, D66 en Lokaal Brabant in Noord-Brabant na de Provinciale Statenverkiezingen van 2023.

## Persoonlijk
Van Merrienboer is geboren in Roosendaal en getogen in Oud Gastel. Hij is getrouwd en heeft drie zoons. Tot zijn burgemeesterschap was hij woonachtig in Eindhoven.